# 불타는 해의 연대기
불타는 해의 연대기(Chronicle Of The Years Of Fire, Chronique Des Annees De Braise)는 알제리에서 제작된 모하메드 라크다르 하미나 감독의 1975년 드라마 영화이다. 헨리 자르니악 등이 주연으로 출연하였다.

## 줄거리
영화는 1930년대 후반부터 1954년까지를 배경으로 하며, 알제리의 혁명으로 가는 길의 각 단계를 나타내는 여섯 개의 챕터로 구성되어 있다. 이 영화는 농민 아흐메드가 민족주의 운동에 휘말리는 과정을 따라간다. 그의 이야기와 다른 알제리 마을 주민들의 삶을 통해 이 영화는 식민주의의 가혹한 현실과 봉기로 이어지는 성장하는 의식을 보여준다.

### 1장: "재의 해" (1939)
영화는 가난한 알제리 마을의 일상생활을 묘사하며 시작된다. 가뭄과 기근이 지역을 황폐화시켜 사람들을 절망에 빠뜨린다. 아흐메드와 같은 마을 주민들은 극심한 빈곤 속에서 살고 있으며, 가혹한 세금을 부과하고 견딜 수 없는 조건에서 강제 노동을 시키는 프랑스 식민 당국에 착취당한다. 가뭄은 천연 자원이 부족하고 삶이 끊임없는 생존 투쟁이 되는 그들의 삶의 황폐함을 상징한다. 프랑스의 통치는 계속해서 통제력을 강화하고, 사람들은 개선의 희망을 주지 않는 시스템에 갇혀 있다.

### 2장: "잉걸불의 해" (1942)
제2차 세계 대전이 맹렬히 전개되는 동안, 알제리는 유럽 전장에서 멀리 떨어져 있지만 전쟁의 영향을 느낀다. 프랑스 식민 행정관들은 계속해서 지역 주민들을 착취하는 반면, 알제리인들은 자신들의 전쟁이 아닌 전쟁에서 싸우기 위해 프랑스군에 징집된다. 식민 당국은 전쟁 후 개혁을 약속하며 사람들에게 거짓 희망을 불어넣는다. 이 가운데 아흐메드는 프랑스의 약속이 공허하며 진정한 자유는 국민 스스로에게서 나와야 한다고 느끼며 정치적 의식을 발전시키기 시작한다.

### 3장: "불의 해" (1945)
전쟁은 끝나지만, 프랑스 당국은 알제리 국민에게 약속했던 개혁을 이행하지 못한다. 대신, 식민 정권은 더욱 억압적이 되어 지역 주민들을 더욱 소외시킨다. 아흐메드는 민족주의 운동이 형성되기 시작하면서 저항의 첫 불꽃을 목격한다. 전쟁의 끝은 아무런 안도감을 가져다주지 않고, 프랑스가 어떠한 반대도 잔인하게 억압하면서 더 깊은 좌절만을 가져다준다. 이 영화는 이 시기를 긴장이 고조되는 시기로 묘사하며, 사람들은 조직적인 저항의 필요성을 점점 더 인식하게 된다.

### 4장: "봉기의 해" (1948)
반식민주의 정서는 임계점에 도달한다. 민족주의 운동은 탄력을 얻고, 아흐메드는 프랑스에 대한 저항을 조직하기 위한 비밀 노력에 참여한다. 마을 주민들은 위험에도 불구하고 혁명에 대해 더 공개적으로 이야기하기 시작한다. 프랑스군이 시위대를 학살하여 광범위한 분노를 불러일으키는 결정적인 순간이 발생한다. 이 학살은 이제 무장 투쟁만이 자유를 향한 유일한 길임을 깨달은 알제리인들에게 촉매제 역할을 한다. 수동적인 농민에서 능동적인 혁명가로의 아흐메드의 변화는 이 시기에 구체화된다.

### 5장: "저항의 해" (1952)
프랑스군이 증가하는 반란에 잔인한 힘으로 대응하면서 저항의 해는 더욱 격렬해진다. 이 영화는 알제리 전투기들이 사용하는 유격전 전술의 부상을 보여주며, 식민 지배자와 식민 지배를 받는 사람들 사이의 자원 격차를 강조한다. 아흐메드와 마을 주민들은 계속해서 저항 노력을 기울이며 막대한 손실을 입지만, 커져가는 결의에서 영감을 얻는다. 그들을 둘러싼 폭력과 죽음에도 불구하고, 사람들은 단결과 독립이라는 공동의 목표에서 힘을 찾는다. 이제 헌신적인 전투기가 된 아흐메드는 지역 주민들을 저항군으로 조직하는 데 핵심적인 역할을 한다.

### 6장: "희망의 해" (1954)
영화는 알제리 독립 전쟁의 발발로 마무리된다. 이 시점에 이르러 전국이 봉기 상태이며, 아흐메드는 투쟁에 완전히 몰입한다. 한때 고립되고 단절되었던 마을 주민들은 전국적인 운동의 일부가 되었다. 전쟁은 1954년 11월 1일 "붉은 만성절"로 알려진 조직적인 봉기와 함께 공식적으로 시작되어, 프랑스 통치로부터의 알제리의 독립 투쟁의 시작을 알린다. 마지막 장면은 저항의 불꽃이 퍼져나가는 것을 보여주며, 알제리 국민의 불굴의 정신과 해방에 대한 희망을 상징한다. 승리가 확실하지 않음에도 불구하고, 영화는 희망적인 분위기로 끝나며, 미래는 자유를 주장하기 위해 일어선 알제리인들의 것이라고 시사한다.

## 출연

### 주연
- 헨리 자르니악

### 조연
- 브라힘 하쟈드
- 프랑소와 마이스트레
- 요르고 보야지스